# Ґехара: Темно- і довговолосий монстр
«Ґехара: Темно- і довговолосий монстр» (яп. 長髪大怪獣ゲハラ,чохатсу дайкайдзю ґехара; «Гігантський довговолосий монстр Ґехара») — короткометражний японський фантастичний кайдзю-фільм 2009 року. Режисером фільму був Кійотака Тагучі, продюсером — Такуюкі Матсуно, сценаристом — Дзюн Міура, а композитором — Акіра Іфукубе. Фільм розповідає про журналіста, який розслідує таємничий напад на рибальський човен, та про гігантського динозавроподібного монстра з темним і довгом волоссям Ґехару.
Він був показаний в телепрограмі NHK «Paphoo!» 24 лютого 2009 року.

## Сюжет
На початку фільму двоє рибалок пливуть на човні посеред моря та розмовляють. Раптом двигун перестає працювати і один із рибалок помічає волосся, яке виглядає з-під води. Коли він каже про це своєму другу, з води вилазить Ґехара і нападає на човен. Одному рибалці все ж вдається вижити, однак він стає повністю лисим. Його відправляють в лікарню. Перебуваючи у лікарні, він часто кричить «Волосся!». Цей інцидент зацікавив фотографа. Він прибуває у лікарню та фотографує вижившого. Він та його начальник вважають, що цей інцидент пов'язаний з нападом кайдзю. Пізніше він вирушає в ліс і помічає стародавній камінь з надписом «Храм Ґехари». Неподалік він помічає дерев'яний храм з купою людей, які поклоняються істоті, названій «Ґехара». Фотограф вирішує розпитати цих людей про Ґехару, однак вони нападають на нього, і йому приходиться втікати. Однак вони всі стають свідками того, як Ґехара виходить з води. Шаман каже, що печатка перестала стримувати Ґехару, і тепер його ніхто не зупинить. Ґехара нападає на місто, і його атакують військові. Однак їхня зброя виявляється марною проти Ґехари. Вони створюють гігантський вентилятор, після чого Ґехара прямує у гори. Там військовим все ж вдається вбити Ґехару, який падає в озеро. Журналіст каже, що Ґехара хотів показати людям, що Земля в поганому стані і її потрібно берегти. Однак раптом з'являється НЛО, яке витягує Ґехару з озера. Починається несправжній трейлер продовження під назвою «Остання частина: Ґехара: Воєнний стан монстра». У цьому трейлері інопланетяни погрожують людям випустити Ґехару, що вони врешті-решт і роблять.

## Кайдзю
- Ґехара

## В ролях
- Кен Осава — Хідео Нагівара
- Міна Фудзіі — Момоко Нагівара
- Юкіхіде Бенні
- Дзідзі-Боо — доктор
- Марк Чінері — доктор Андерсон
- Вакана Матсумото — сигнальник
- Кейсаку Кімура — сигнальник
- Акане Ошава
- Юрі Морішіта
- Мітсуко Ока — Тсуроку Нагівара
- Шіро Сано — доктор Муракані
- Томорово Тагучі — шаман
- Кандзі Тсуда — рибалка Кубо
- Хіроюкі Ватанабе — командир JSDF
- Піерре Такі — капітан танків
- Террі Іто — інопланетянин
- Казухіро Йошіда — Ґехара

## Цікаві факти
- Гігантський вентилятор дуже нагадує Маркаліт-Канони з фільму «Містеріани».
- В несправжньому трейлері «Остання частина: Ґехара: Воєнний стан монстра» інопланетяни витягують Ґехару з озера точно так само, як Ксіліени витягують Ґодзіллу і Родана в фільмі «Вторгнення Астро-монстра».